# Рудник (Варненська область)
Ру́дник (болг. Рудник) — село у Варненській області Болгарії. Входить до складу общини Долішній Чифлик.

## Населення
За даними перепису населення 2011 року у селі проживали 497 осіб.
Національний склад населення села:
| Національність   | Кількість осіб | Відсоток |
| ---------------- | -------------- | -------- |
| болгари          | 432            | 94,3%    |
| цигани           | 13             | 2,8%     |
| турки            | 11             | 2,4%     |
| Всього відповіли | 458            |          |

Розподіл населення за віком у 2011 році:
Динаміка населення: